# Fenv.h
fenv.h — заголовний файл стандартної бібліотеки мови програмування С, в якому міститься оголошення типів, означень (англ. definition) та функцій для роботи з числами з рухомою крапкою.

## Типи даних
У заголовному файлі fenv.h за допомогою оператора typedef оголошуються такі типи даних:
- fenv_t
- fexcept_t

## Функції
Заголовний файл fenv.h містить оголошення наступних функцій:
```
int
  
feclearexcept
(
int
);

int
  
fegetexceptflag
(
fexcept_t
 
*
,
 
int
);

int
  
feraiseexcept
(
int
);

int
  
fesetexceptflag
(
const
 
fexcept_t
 
*
,
 
int
);

int
  
fetestexcept
(
int
);

int
  
fegetround
(
void
);

int
  
fesetround
(
int
);

int
  
fegetenv
(
fenv_t
 
*
);

int
  
feholdexcept
(
fenv_t
 
*
);

int
  
fesetenv
(
const
 
fenv_t
 
*
);

int
  
feupdateenv
(
const
 
fenv_t
 
*
);

```

## Приклад використання
```
#include
 
<fenv.h>

void
 
f
(
double
 
x
)

{

    
#pragma STDC FENV_ACCESS ON

    
void
 
g
(
double
);

    
void
 
h
(
double
);

    
/* ... */

    
g
(
x
 
+
 
1
);

    
h
(
x
 
+
 
1
);

    
/* ... */

}

```